# وست‌فیلد مگابوسا
وست‌فیلد مگابوسا (Westfield Megabusa) خودرویی است که در سال‌های ۲۰۰۰–تولید شده‌است. 
این خودرو در کلاس خودرو اسپورت قرار گرفته، طراحی آن خودروهای موتور جلو-محور عقب بوده طول آن در حالت طبیعی ۳٬۳۴۰ میلیمتر (۱۳۱ اینچ) و  عرض آن در حالت طبیعی ۱٬۶۱۰ میلیمتر (۶۳ اینچ) و  وزن آن در حالت طبیعی ۴۴۰ کیلوگرم (۹۷۰ پوند)  است. سیستم جعبه‌دندهٔ آن ۶ دنده  است.
از این خودرو کلا 2 عدد با پلاک ملی در ایران وجود دارد .